# Каттани, Обердан
Обердан Каттани (порт. Oberdan Cattani; 12 июня 1919, Сорокаба, штат Сан-Паулу — 20 июня 2014) — бразильский футболист, вратарь. Участник чемпионата Южной Америки 1945 в составе сборной Бразилии. Легенда клуба «Палмейрас» — играл за команду 14 лет.

## Карьера
Родился в семье итальянских эмигрантов Эрнесто и Кандиды Каттани, в городе Сорокаба, что в штате Сан-Паулу. Там же он начал играть, на маленьких улочках города. Затем играл за любительский клуб «Сете де Сетембро» (Седьмое сентября) из Сорокабы, там его заметили скауты клуба «Коринтианс», но Каттани им отказал, твёрдо решив играть за клуб «Палестра Италия», за который хотел выступать с детства, отказал он и другому клубу — «Сантосу». Параллельно с игрой за «Сете де Сетембро», Каттани работал водителем грузовика, однажды он, вместе с напарником, остановил машину недалеко от тренировочной базы клуба, после чего сказал: «Я буду играть на этом месте».
В возрасте 22-х лет пришёл в «Палестру» на просмотр и после нескольких дней был принят в команду, официально став игроком клуба 9 ноября 1940 года, но дебюта в основе пришлось ждать ещё целый год, 2 марта 1941 года в матче Торнео Инсинио он вышел на поле в матче с клубом «Насьонал», оставив свои ворота сухими («Палестра» победила 1:0), а через некоторое время вышел в матче лиги Паулиста против «Сантоса», в котором «Палестра» выиграла 4:2. Через несколько матчей Обейран стал основным голкипером команды, а через год уже играл в сборной штата Сан-Паулу.
В 1942 году «Палестра» была вынуждена сменить название на «Палмейрас» из-за Италии, против которой Бразилия воевала во Второй мировой войне, Каттани вспоминал: «Это был болезненный тяжелый момент для всех нас. Клуб был вынужден сменить название, не только убрать слово „Италия“, но и слово „Палестра“. Но всё же это хорошо, что команда сменила своё название. Таким образом разорвалась связь с Италией и клуб стал свободен для новых поклонников, других рас и национальностей».
В 1944 году Каттани впервые был вызван в сборную Бразилии на товарищеский матч против Уругвая, который проходил в Рио-де-Жанейро и был выигран Бразилией со счётом (6:1). А через год поехал в качестве основного вратаря сборной на южноамериканское первенство, на котором провёл все шесть матчей и пропустил 5 мячей, а Бразилия стала второй, уступив лишь очко Аргентине. Всего же за сборную Бразилии Каттани сыграл 9 раз и пропустил 8 голов, выиграв в 1945 году с командой Кубок Рока.
Обердан играл за «Палмейрас» до 1954 года, и, несмотря на предложения из-за рубежа, в частности от чилийского «Коло-Коло» и мексиканских клубов не оставил клуба, поверив президенту команды, который говорил футболисту: «Сын родного дома не оставит». Последний матч за «Палмейрас» Каттани провёл 7 февраля 1954 года против клуба «Сан-Паулу», в котором пропустил 2 мяча, а «Палмейрас» проиграл 1:2. С «Палмейрасом» Каттани выиграл 5 чемпионатов штата Сан-Паулу и турнир Рио-Сан-Паулу, проведя за клуб 351 матч (207 побед, 76 ничьих и 68 поражений) в которых пропустил 409 мячей. Но когда контракт Каттани закончился, ему, стали платить 10 конто в месяц, а затем сократили эту сумму до 5 конто, а затем тот самый президент, из-за которого Каттани не уехал на заработки за рубеж, позвонил и предоставил футболисту статус свободного агента.
Чтобы как-то зарабатывать на жизнь, Каттани перешёл в клуб «Жувентус», в котором завершил карьеру в 1956 году в возрасте 37 лет.

## Достижения
- Чемпион штата Сан-Паулу: 1940, 1942, 1944, 1947, 1950
- Обладатель кубка Рока: 1945
- Чемпион турнира Рио-Сан-Паулу: 1951
- Обладатель кубка Рио: 1951